# Guatteria pondok
Guatteria pondok är en kirimojaväxtart som beskrevs av Friedrich Anton Wilhelm Miquel. Guatteria pondok ingår i släktet Guatteria och familjen kirimojaväxter. Inga underarter finns listade i Catalogue of Life.